# Sapium
Sapium es un género de plantas fanerógamas de la familia Euphorbiaceae,  nativo de los trópicos, especialmente de los Neotrópicos, que incluye 125 especies.
Sus especies se han cultivado históricamente para aceite, para producir jabón y sebo, de allí el nombre científico Sapium.

## Descripción
Son árboles o arbustos, tallos glabros, con látex; plantas monoicas. Hojas alternas, simples, enteras o dentadas, pinnatinervias; pecíolos a menudo con glándulas apareadas. Las inflorescencias en espigas estaminadas o bisexuales terminales (raramente axilares), brácteas con 2 glándulas, flores apétalas, sin disco; flores estaminadas con cáliz 2-lobado, no distintamente valvado o imbricado, estambres generalmente 2, exertos, filamentos libres o basalmente connados, pistilodios ausentes; flores pistiladas sésiles, sépalos 2–3, algunas veces connados, ovario sésil o estipitado, 2 o 3-locular, 1 óvulo por lóculo, estilos no lobados, connados sólo en la base. Frutos capsulares; semillas carnosas, ecarunculadas.

## Taxonomía
El género fue descrito por Nikolaus Joseph von Jacquin y publicado en Enumeratio Systematica Plantarum, quas in insulis Caribaeis 9, 31. 1760. La especie tipo es: Sapium aucuparium

## Especies
Entre algunas de las especies se pueden nombrar:
- Sapium aucuparium.
- Sapium bolivianum.
- Sapium biloculare - poroto saltarín mexicano.
- Sapium glandulatum.
- Sapium haematospermum curupí.
- Sapium jamaicense.
- Sapium japonicum.
- Sapium laurocerasus Desc..
- Sapium longifolium.
- Sapium montevidense.
- Sapium sebiferum - sebo chino.
- Sapium sellowianum.
- Sapium stylare.[4]

et al.